# آینه‌ای در دوردست
آینه‌ای در دوردست: قرن مصیبت بار چهاردهم (به انگلیسی: A Distant Mirror: The Calamitous 14th Century) یک کتاب تاریخ روایی نوشته باربارا تاکمن، تاریخ‌دان آمریکایی است که نخستین بار سال ۱۹۷۸ منتشر شد. این کتاب حول بحران‌های سده چهاردهم میلادی شامل جنگ صدساله، دو دستگی غرب و مرگ سیاه، با محوریت زندگی آنگران هفتم، سنیور کوسی، نگاشته شده‌است.